# Alfred Kurth
Alfred Kurth (Grenchen, 24 april 1865 - aldaar, 4 februari 1937) was een Zwitsers horlogemaker en lokaal politicus voor de Vrijzinnig-Democratische Partij uit het kanton Solothurn.

## Biografie
Alfred Kurth volgde een opleiding tot horlogemaker. Hij trouwde met Ernestine Hugi en woonde in La Chaux-de-Fonds en Porrentruy. In 1888 trad hij toe tot de onderneming Certina, die in Grenchen was opgericht door zijn broer Adolf Kurth.
Namens de Vrijzinnig-Democratische Partij was hij lid van het stadbestuur van Grenchen tussen 1896 en 1900. Van 1900 tot 1917 was hij onderburgemeester. Van 1900 tot 1921 was hij lid en van 1921 tot 1929 voorzitter van de kerkraad van de gemeente. Hij was voorzitter van het Verband deutschschweizerischer Uhrenfabrikanten en was van 1926 tot 1930 lid van de Zentralvorstand der Schweizerischen Uhrenkammer.